# Vasso Ovale
Vasso Ovale, nome d'arte di Basile Ovale (Castrignano del Capo, 13 giugno 1945), è un cantante italiano attivo soprattutto negli anni sessanta. I suoi genitori erano greci provenienti dall'isola di Corfù e sua madre proveniva da una famiglia locale importante, i Kardaki.

## Biografia
Sebbene da qualche critico sia ritenuto una meteora nel panorama musicale italiano, Vasso Ovale ha avuto una carriera durata più di quindici anni, e dopo una pausa di poco più di un decennio ha ripreso ad esibirsi e ad incidere negli anni '90.
Figlio d'arte (il padre Achille Ovale, diplomato al Conservatorio in Grecia, era anch'egli musicista e autore di canzoni), i genitori vengono deportati in Italia durante la Seconda Guerra Mondiale: nasce quindi in Puglia ma cresce a Torino, dove la famiglia si è trasferita e dove inizia ad esibirsi, cantando nell'orchestra del padre, a partire dal 1961; l'anno successivo partecipa ad un provino per la Pathé, ed il direttore artistico Gian Carlo Testoni, colpito dalla sua voce, gli propone un contratto.
Debutta nel 1963 con  Sherry (cover del brano lanciato da Frankie Valli e The Four Seasons); il brano sul retro, Esisti tu, è scritto dal cantautore Federico Monti Arduini per il testo e dal padre per la musica.
Sempre nello stesso anno pubblica Pietà, scritta da Piero Soffici ed arrangiata da Elvio Favilla, che divenne un successo dopo la partecipazione al programma La fiera dei sogni, condotto da Mike Bongiorno, tanto da raggiungere a maggio del 1964 il settimo posto nelle classifiche di vendita (subito dopo She Loves You dei Beatles).
Il suo terzo singolo, destinato al mercato discografico estivo e pubblicato nel maggio 1964, fu Con me vivrai l'estate (lato B Non ti cerco più) scritta da Leo Chiosso per il testo e dal padre Achille per la musica. Le vendite del disco tuttavia non vennero ritenute soddisfacenti dalla casa discografica che, dopo un altro paio di 45 giri, Piangi se vuoi (cover di Here Comes the Night di Ben E. King) con sul retro Come te (cover di I'm So Lost di Ted Cooper) e Treni, navi e aerei, adattamento del brano Trains and Boats and Planes di Burt Bacharach con testo di Vito Pallavicini, non rinnova a Ovale il contratto.
Il cantante passa così a incidere per la Ariston Records.
Nel 1965 appare con un suo brano in un video nel film 008 Operazione Ritmo di Tullio Piacentini in cui si esibiscono altri suoi colleghi musicisti.
Il primo disco per la nuova etichetta è Un amore grande, con cui partecipa al girone B del Cantagiro 1966 classificandosi al quinto posto, seguito da Amerò solo te, canzone più melodica rispetto al resto del repertorio del cantante.
La Ariston Records lo dirotta poi alla sottoetichetta Victory, con la quale pubblica il disco Innamorato (come un ragazzo), che non riscuote successo.
Dopo una pausa di due anni continua l'attività musicale, seppure in secondo piano.
Rimane per qualche tempo al centro delle cronache per una leggenda metropolitana secondo la quale sarebbe morto in un incidente stradale mentre era in realtà vivo e vegeto a Torino, una delle tante leggende metropolitane sulla morte dei cantanti; Vasso Ovale, intervistato anni dopo da Claudio Scarpa, ha dichiarato di non averla mai smentita semplicemente perché non ne era a conoscenza .
Nel 1995 pubblica un cd con alcune delle sue canzoni reincise con nuovi arrangiamenti, riprendendo ad esibirsi per lo più nelle vicinanze di Torino, la città dove risiede.

## Discografia

### Album
- 1972: Vasso & Father (Napoleon, NLP 11010)

### Raccolte
- 1995: Il meglio - Pietà (DV More Record DV 0226)

### Singoli
- 1963: Sherry/Esisti tu (Pathé, AQ 1228)
- 1963: Pietà/Amami subito (Pathé, AQ 1242)
- 1964: Con me vivrai l'estate/Non ti cerco più (Pathé, AQ 1277)
- 1965: Piangi se vuoi/Come te (Pathé, AQ 1296)
- 1965: Treni, navi e aerei/Più non sbaglierò (Pathé, AQ 1316)
- 1966: Un amore grande/Tutti hanno una ragazza (Ariston Records, AR 0135)
- 1967: Amerò solo te/Prendila come vuoi (Ariston Records, AR 0251)
- 1968: Amerò solo te/Okay (Victory, VY 015; Amerò solo te stessa versione del 45 giri precedente)
- 1968: Innamorato (come un ragazzo)/La ragazza che amo (Victory, VY 019)
- 24 giugno 1971: Raffaella/Tu non sei come lei (Cobra Record, COB NP 009)
- 1971: Canne di bambù/Due ali di cristallo (Cobra Record, COB NP 010)
- 1976: Tutto bene/Why Don't You Love Me? (Woom Woom, VVN 5014)
- 1979: Innamorati/Oasi (Kansas, CS 3063)

### EP
- 1964: Non ti cerco più/Pietà/Con me vivrai l'estate/Amami subito (Pathé, EG 808; pubblicato solo in Francia)